# Hans Winckelmann
Pour les articles homonymes, voir Winkelmann.
Hans Winckelmann (né en 1881 à Hambourg, mort le 9 octobre 1943 à Hanovre) est un chanteur d'opéra allemand.

## Biographie
Il est le fils du chanteur wagnérien Hermann Winkelmann, et arrière-petit-fils de la maison de fabrication de claviers Zeitter & Winkelmann (de), Christian Ludewig Theodor Winkelmann ; parmi ses ancêtres, il y a aussi Johann Joachim Winckelmann. Son père le forme au chant de Wagner puis il part à Vienne où il obtient un doctorat de philosophie. 
Il commence à l'Opéra populaire de Vienne, est premier ténor à Prague puis Schwerin (il tourne aussi trois films à Berlin) et à Hanovre où il rencontre Rudolf Krasselt (de) avec qui il met en scène six opéras. Il devient directeur principal de l'Opéra de Hanovre. 
Il fait un premier mariage à Vienne puis un second à Prague. Il a une aventure avec Lala Pringsheim (Klara Koszler) et serait le père de Klaus Pringsheim fils. Il s'unit encore avec Almut Upmeyer, une danseuse, puis une certaine Hilde.
En raison des raids aériens sur Hanovre, il envoie sa femme enceinte à Salzbourg, où naît leur fille Maria. Alors que les nazis souhaitent le chasser de ce poste, il reste dans cette ville. Il meurt pendant un bombardement d'une insuffisance cardiaque.